# Dysgonia dulcis
Dysgonia dulcis  là một loài bướm đêm thuộc họ Erebidae. Nó được tìm thấy ở Hàn Quốc, Trung Quốc, Nhật Bản (Honshu, Shikoku, Kyushu), vùng Viễn Đông Nga (vùng Primorye) và Đài Loan.